# Nagari Malalak Selatan
Nagari Malalak Selatan is een bestuurslaag in het regentschap Agam van de provincie West-Sumatra, Indonesië. Nagari Malalak Selatan telt 2410 inwoners (volkstelling 2010).